# Quiet Days in Clichy (Soundtrack)
Quiet Days in Clichy ist der Soundtrack zu dem dänischen Spielfilm Stille Tage in Clichy von Jens Jørgen Thorsen aus dem Jahr 1970 nach dem gleichnamigen Roman von Henry Miller. Der Titelsong Quiet Days in Clichy konnte sich in die Hitparaden von Deutschland, Holland und Skandinavien platzieren.
Country Joe McDonald wurde nur kurze Zeit nach seinem Bekanntwerden auf dem Woodstock-Festival beauftragt, als Sologitarrist und Sänger die Filmmusik zu produzieren. Heraus kamen fünf Gitarrenstücke, zum Teil instrumental und zum Teil führt Country Joe singend durch das Filmgeschehen. Für seinen erfolgreichen Titelsong, den er auch nach dem Film noch aufführte, wurde McDonald später wegen Zitaten von Henry Miller als frauenfeindlich kritisiert, siehe auch Stille Tage in Clichy, Abschnitt Musik.
Die übrigen sieben der insgesamt 12 Titel stammen von verschiedenen lokalen dänischen Interpreten verschiedener Stilrichtungen:
- Lasse Lunderskov komponierte drei der Stücke und spielte diese als Gastgitarrist mit der dänischen Rockband Young Flowers,
- von Andy Sandstrøm stammen zwei Musettewalzer (das dritte Akkordeonstück des Filmvorspanns wurde nicht in den Soundtrack übernommen),
- die Papa Bue’s Viking Jazzband, deren Mitbegründer Regisseur Thorsen war, spielte einen Dixieland, und
- von dem amerikanischen Jazzmusiker Ben Webster, der zu dieser Zeit ebenfalls in Kopenhagen lebte, stammt ein Saxophonstück.

## Titelliste
Seite 1:
1. Country Joe McDonald, Quiet Days in Clichy I, 1:47
2. Country Joe McDonald, Nys’ Love, 4:18
3. Country Joe McDonald, The Hungry Miller and the Hungry World, 2:22
4. Andy Sundstrøm, Clichy, 2:45
5. Young Flowers, Behind the Golden Sun, 2:15
6. Papa Bue’s Viking Jazzband, Luxembourg Stomp, 4:11ac

Seite 2:
1. Country Joe McDonald, Quiet Days in Clichy II, 3:50
2. Ben Webster, Blue Miller, 3:59
3. Andy Sundstrøm, Champs Elysees, 2:38
4. Young Flowers, Menilmontant, 4:06
5. Young Flowers, Party Beat, 4:04
6. Country Joe McDonald, Mara, 1:50